# 대한민국 헌법 제129조
대한민국 헌법 제129조는 대한민국 헌법의 조항이다.

## 본문
제안된 헌법 개정안은 대통령이 20일 이상의 기간 동안 공고하여야 한다.

## 같이 보기
- 대한민국 헌법 제10장